# Praxidiké (lune)
Pour la déesse grecque, voir Praxidikè.
Praxidiké est un satellite naturel de Jupiter.

## Caractéristiques physiques
Praxidiké est un petit satellite. En supposant qu'il possède un albédo de 0,04 similaire à d'autres satellites de Jupiter, sa magnitude visuelle de 21,2 conduit à un diamètre de 4,4 km.
Par calcul, la masse de Praxidiké est estimée à environ 4,3 × 1014 kg.

## Orbite
Praxidiké appartient au groupe d'Ananké, un groupe de satellites qui ont une orbite rétrograde dont le demi-grand axe est compris entre 19 300 000  et   22 700 000 kilomètre, l'inclinaison entre 145,7 et 154,8° par rapport à l'équateur de Jupiter et une excentricité entre 0,02 et 0,28.

Diagramme illustrant l'orbite des satellites irréguliers de Jupiter. Le groupe d'Ananké est visible sur le centre-gauche.
Diagramme illustrant l'inclinaison des membres du cœur du groupe d'Ananké en fonction du demi-grand axe.

## Historique

### Découverte
Praxidiké (du nom de la déesse grecque Πραξιδίκη Praxidikè) fut découvert en 2000 par une équipe conduite par Scott Sheppard. Sa découverte fut annoncée le 5 janvier 2001 en même temps que celle de dix autres satellites de Jupiter.
Praxidiké reçut son nom définitif le 22 octobre 2002, en même temps que dix autres satellites de Jupiter. Avant cela, sa désignation provisoire était S/2000 J 7, indiquant qu'il fut le 7e satellite de Jupiter imagé pour la première fois en 2000.

### Origine mythologique
Praxidikè est un personnage de la mythologie grecque. Déesse de la justice et de la rétribution elle était une des maîtresses de Zeus, dont elle aurait eu Klésios. Déesse des souterrains, elle avait pour charge de garantir les serments et d'assurer les vengeances. Selon le lexique d'Hésychios d'Alexandrie, elle mène les choses à leur terme, tant pour les paroles que pour les actions, c'est pourquoi ses images sont des têtes. Photios Ier de Constantinople et la Souda confirment que seule est érigée la tête de cette déesse.